# Józefatów (Łask)
Pour les articles homonymes, voir Józefatów.
Józefatów (prononciation [uzɛˈfatuf]) est un village de la gmina de Buczek, du powiat de Łask, dans la voïvodie de Łódź, situé dans le centre de la Pologne.
Il se situe à environ 3 kilomètres au sud-est de Buczek (siège de la gmina), 13 kilomètres au sud de Łask (siège du powiat) et 39 kilomètres au sud-ouest de Łódź (capitale de la voïvodie).
Sa population s'élevait à 211 habitants en 2011.

## Administration
De 1975 à 1998, le village était attaché administrativement à l'ancienne voïvodie de Sieradz.

Depuis 1999, il fait partie de la nouvelle voïvodie de Łódź.